# Godfrey Binaisa
Godfrey Lukongwa Binaisa, né le 30 mai 1920 à Mityana (Ouganda) et mort le 5 août 2010 à Kampala, est un avocat et homme d’État ougandais. Il est procureur général de l'Ouganda de 1962 à 1968 puis président de l'Ouganda de juin 1979 à mai 1980.

## Biographie

### Formation
Né à Mityana à l'est de la capitale ougandaise, il part à ses 17 ans étudier le droit à l'Université de Makerere de Kampala.
En 1940, il est renvoyé de l'université pour avoir pris part à une manifestation contre la participation à l'effort de guerre britannique, et banni de la capitale. Pourtant une année après, alors que le gouvernement colonial recherche un homme d'affaires de l'endroit pour reprendre les rênes de la production minière pour participer à l'effort de guerre, il est pardonné et reçoit une licence en industrie minière.
Dès 1947, il prend part aux actions du Bataka Movement contre la domination britannique. Lors d'une manifestation particulièrement violente en 1949, les leaders du mouvement sont arrêtés. Binaisa est alors accusé d'avoir trahi les membres du groupe.
Il gagne une bourse pour aller étudier la géologie et les mines à l'Université de Glasgow, mais son manque d'implication pendant ses études amène l'institution à annuler sa bourse. Il trouve alors un emploi à Londres avant d'entrer au King's College de Londres pour étudier le droit.
Après avoir passé son barreau en 1956, il retourne en Ouganda où il ouvre un cabinet d'avocats.

### Carrière politique
Devenu chef de file du mouvement rebelle ougandais, il déclare en 1959 que les Anglais ont jusqu'au mois de janvier 1961 pour quitter le pays. Il est arrêté en octobre 1959 pour avoir incité à la terreur et exilé dans un village reculé de la province du Karamoja.
Lors de l'indépendance de l'Ouganda, celui qui était devenu le plus grand hors-la-loi du pays en 1959 devient le premier procureur général indigène du pays en mai 1962. Cette même année, le membre du Congrès national ougandais rejoint un nouveau parti politique, le Congrès du peuple ougandais.
Sous le règne de Milton Obote, il participe en 1967 à la rédaction de la nouvelle constitution. Il donne pourtant sa démission un an plus tard à la suite d'un désaccord avec Obote, et retourne dans le privé où il exerce en tant qu'avocat jusqu'en 1972.
À la chute d'Obote lors du coup d'État de 1971, il repart en exil sous la pression d'Idi Amin Dada, à Londres puis à New York, où il continue d'exercer le droit et mène une campagne continue contre le nouveau dirigeant ougandais. En avril 1979, Amin est renversé, permettant à Binaisa de rentrer au pays. Il est élu président le 20 juin de la même année.
Onze mois plus tard, il est évincé du pouvoir lors d'un coup d’État militaire, et repart en exil au Kenya, puis en Royaume-Uni et aux États-Unis. Ce n'est qu'en 2001 qu'il retourne en Ouganda.

### Vie privée
Il se marie avec Ruth Namakula en 1945, dont il divorce à la fin des années 1950. Il se marie en secondes noces avec Irene Kabamori au début des années 1960, dont il divorce lors de son exil en Grande-Bretagne vingt ans plus tard. Il se marie une troisième fois en 2004 avec Tomolo Yamamoto, qu'il rencontre sur Internet et qu'il n'a alors jamais vue, et ce, pour une durée d'une année. De ses différents mariages, il a quatre filles et quatre garçons.

### Dernières années
Durant les années 1980 et 1990, Binaisa retourne à New York et y pratique le droit. Il revient plus tard en Ouganda où il vit une retraite tranquille.
Binaisa meurt dans son sommeil le 5 août 2010 d'un arrêt cardiaque à Kampala.